# Madrid (autonome gemeenschap)
Madrid (Spaans: Comunidad de Madrid) of voluit de Autonome Gemeenschap Madrid (Spaans: Comunidad Autónoma de Madrid) is een van de zeventien autonome gemeenschappen van Spanje. Het is de regio waar zich de Spaanse hoofdstad Madrid bevindt. In 2021 had de regio bijna 6.727.640 miljoen inwoners, officieel verdeeld over 179 gemeenten.
De regio Madrid is zowel een autonome regio als provincie en is niet onderverdeeld in verschillende provincies. Hetzelfde geldt voor de regio's Asturië, Cantabrië, Murcia, Navarra en La Rioja.
De regio grenst in het westen aan de autonome regio Castilië en León en voor de rest aan Castilië-La Mancha.
De vlag van de regio is rood met in het midden zeven witte sterren, boven vier en onder drie. De zeven sterren staan voor de sterren uit het sterrenbeeld de Kleine Beer (zie het artikel Vlag van Madrid). In het wapen van de stad Madrid staat ook een berin die de vruchten van de madroño, een aardbeiboom, eet.
De regering van de regio Madrid zetelt in het Casa de Correos aan het plein Puerta del Sol in de hoofdstad Madrid. 
Binnen de regio Madrid zijn er twee bekende bergen te vinden, namelijk de Bola del Mundo en de rots El Yelmo.
Madrid ligt in de landstreek Castilië.

## Bestuurlijke indeling
De regio Madrid heeft een eigen parlement en president.
De provincie Madrid bestaat uit negen comarca's die op hun beurt uit gemeenten bestaan. De comarca's van Madrid zijn:
- Sierra Norte
- Cuenca del Guadarrama
- Cuenca Alta del Manzanares
- Cuenca del Medio Jarama
- Sierra Oeste
- Área Metropolitana
- Cuenca del Henares
- Comarca Sur
- Las Vegas

## Politiek
De grootste partij in de regio Madrid is de Partido Popular. Deze conservatief-katholieke partij bestuurt de regio sinds 1995. Huidig president van de regio is Isabel Díaz Ayuso. Zij werd in 2021 herkozen met de steun van de Vox. Samen beschikken ze over 77 zetels, terwijl de linkse oppositiepartijen PSOE (24), Más Madrid (24) en Unidas-Podemos (9) samen over 57 zetels beschikken.
In het tweede decenium van de 21e eeuw werd de regio geteisterd door corruptie, met onder andere de zaak-Púnica en de zaak-Lezo.

### Verkiezingen
Verkiezingen voor het parlement van de regio werden gehouden sedert 1983, op volgende data: 
- 8 mei 1983
- 10 juni 1987
- 26 mei 1991
- 28 mei 1995
- 13 juni 1999
- 25 mei en 26 oktober 2003
- 27 mei 2007
- 22 mei 2011
- 24 mei 2015
- 26 mei 2019
- 4 mei 2021[1]

## Demografische ontwikkeling
In 2019 had Madrid een vruchtbaarheidscijfer van 1,23 kinderen per vrouw, hetgeen vergelijkbaar was met het Spaanse gemiddelde van 1,23 kinderen per vrouw. De gemiddelde levensverwachting bedroeg in 2019 ongeveer 85,0 jaar voor de totale bevolking - dit is 1,4 jaar hoger dan het landelijke gemiddelde van 83,6 jaar.
Bron: INE
Opm: Bevolkingscijfers in duizendtallen